# Grünewald
Grünewald (baix sòrab: Zeleny Gozd, alt sòrab Zeleny Hózd) és una ciutat alemanya que pertany a l'estat de Brandenburg. Forma part de l'Amt Ruhland. Està situada aproximadament a 20 quilòmetres al sud de Senftenberg, prop de la frontera amb Saxònia. Limita amb les ciutats de Guteborn, Hohenbocka, Wiednitz i Schwepnitz.

## Demografia
| Població de Grünewald de 1875 a 2007 | Població de Grünewald de 1875 a 2007 | Població de Grünewald de 1875 a 2007 | Població de Grünewald de 1875 a 2007 | Població de Grünewald de 1875 a 2007 | Població de Grünewald de 1875 a 2007 | Població de Grünewald de 1875 a 2007 | Població de Grünewald de 1875 a 2007 | Població de Grünewald de 1875 a 2007 | Població de Grünewald de 1875 a 2007 | Població de Grünewald de 1875 a 2007 | Població de Grünewald de 1875 a 2007 |
| Any                                  | Població                             | Any                                  | Població                             | Any                                  | Població                             | Any                                  | Població                             | Any                                  | Població                             | Any                                  | Població                             |
| ------------------------------------ | ------------------------------------ | ------------------------------------ | ------------------------------------ | ------------------------------------ | ------------------------------------ | ------------------------------------ | ------------------------------------ | ------------------------------------ | ------------------------------------ | ------------------------------------ | ------------------------------------ |
| 1875                                 | 250                                  | 1890                                 | 260                                  | 1910                                 | 400                                  | 1925                                 | 544                                  | 1933                                 | 593                                  | 1939                                 | 823                                  |
| 1946                                 | 919                                  | 1950                                 | 956                                  | 1964                                 | 887                                  | 1971                                 | 854                                  | 1981                                 | 780                                  | 1985                                 | 755                                  |
| 1989                                 | 742                                  | 1990                                 | 736                                  | 1991                                 | 718                                  | 1992                                 | 718                                  | 1993                                 | 720                                  | 1994                                 | 721                                  |
| 1995                                 | 725                                  | 1996                                 | 724                                  | 1997                                 | 718                                  | 1998                                 | 709                                  | 1999                                 | 703                                  | 2000                                 | 688                                  |
| 2001                                 | 683                                  | 2002                                 | 659                                  | 2003                                 | 652                                  | 2004                                 | 641                                  | 2005                                 | 635                                  | 2006                                 | 625                                  |